# Doctrines du droit international
 (mars 2025).
La théorie juridique internationale comprend une variété d'approches théoriques et méthodologiques utilisés pour expliquer et analyser le contenu, la formation et l'efficacité du droit international public et de ses institutions, de critiquer et de suggérer des améliorations. Certaines approches sont centrées sur la question du respect : pourquoi les États suivent les normes internationales en l'absence d'un pouvoir coercitif qui assure le respect. D'autres approches se concentrent sur le problème de la formation des règles internationales : pourquoi les États adoptent volontairement des normes juridiques internationales, qui limitent leur liberté d'action, en l'absence d’un pouvoir législatif central dans la « société internationale ». D'autres perspectives sont focalisées sur les questions politiques, elles élaborent des cadres théoriques et des instruments afin de critiquer les règles existantes et faire des suggestions sur la façon de les améliorer. Certaines de ces approches sont basées sur la théorie juridique interne, d'autres sont interdisciplinaires, tandis que d'autres ont été mises au point expressément pour analyser la structure du droit international.
Plusieurs options sont disponibles aux fins d’une présentation des écoles doctrinales du droit international : Chronologique, critique ou encore thématique. C’est cette dernière qui a été choisi dans cet article, en d’autres termes il s’agit simplement de mettre en exergue les éléments sur lesquels chaque courant doctrinal s’est particulièrement penché et l’objet d’étude sur lequel il s’est focalisé.

## Les approches classiques du droit international

### Le droit international dans la Rome Antique
L’idée du droit international à l’époque romaine est complexe. Car non seulement la République romaine et l’empire qui lui a succédé dominent une longue période de l’histoire, mais le débat sur la question de savoir si le terme « droit international » est applicable ou non n’est pas encore tranché. De nombreux chercheurs et auteurs définissent le droit international comme « le droit régissant les relations entre États souverains et territoriaux ». Toute tentative de trouver un parallèle similaire dans le droit romain trouverait un point de départ logique dans le ius gentium (les lois des gens). 

### Le droit naturel
Les premiers théoriciens du droit international ont fait reposer l’obligation internationale sur le droit naturel. Celui-ci étant un ensemble de normes éparpillé dans la nature par le pouvoir divin et dont seule la raison peut en déceler l’existence. C’est sur les bases de ce droit qu’au XVIe siècle Francisco de Vitoria, professeur de théologie à l'université de Salamanque, a examiné les questions de la guerre juste, la présence des Espagnols dans les Amériques, et les droits des peuples amérindiens[réf. nécessaire].

### L'approche de Grotius
Hugo Grotius est un théologien hollandais, humaniste et juriste  qui a joué un rôle clé dans le développement du droit international moderne. Dans son De jure Belli ac Pacis Libri Tres (trois livres sur le Droit de la Guerre et de la Paix") de 1625, et puisant sa source dans la Bible et dans la théorie de guerre juste de saint Augustin, il a fait valoir que les nations ainsi que les personnes devraient être régis par le principe universel basé sur la morale et la justice divine. Dessin, cependant, de droit interne des contrats, il a fait valoir que les relations entre les communautés politiques doivent être régies par le droit des peuples, le jus gentium, établi par le consentement de la communauté des nations sur la base du principe de pacta sunt servanda, c’est-à-dire, sur la base du respect des engagements pris. De son côté, Christian von Wolff, a soutenu que la communauté internationale devrait être un super-État du monde (civitas maxima), ayant autorité sur les États membres qui le composent. Emmerich de Vattel a rejeté ce point de vue et a fait valoir dans son Le Droit des gens, que la loi des nations a été composée à la fois de coutumes et de normes de  droit naturel[réf. nécessaire].
Au cours du XVIIe siècle, les rudiments de base de l'école de Grotius, en particulier les doctrines de l'égalité juridique, la souveraineté territoriale et l'indépendance des États, sont devenus les principes fondamentaux du système politique et juridique européen et ont été consacrés par la suite dans la paix de Westphalie de 1648[réf. nécessaire].